# Кусу (посёлок)
Кусу (яп. 玖珠町 Кусу-мати) — посёлок в Японии, находящийся в уезде Кусу префектуры Оита. Площадь посёлка составляет 286,44 км², население — 15 965 человек (1 августа 2014), плотность населения — 55,74 чел./км².

## Географическое положение
Посёлок расположен на острове Кюсю в префектуре Оита региона Кюсю. С ним граничат города Хита, Накацу, Уса, Юфу и посёлки Коконоэ, Огуни.

## Население
Население посёлка составляет 15 965 человек (1 августа 2014), а плотность — 55,74 чел./км². Изменение численности населения с 1980 по 2005 годы:
| 1980 | 22 775 чел. |  |
| 1985 | 22 079 чел. |  |
| 1990 | 20 907 чел. |  |
| 1995 | 19 659 чел. |  |
| 2000 | 18 988 чел. |  |
| 2005 | 18 276 чел. |  |

## Символика
Цветком посёлка считается Rhododendron molle.